# Ragnar Erlandsson
Knut Ragnar Erlandsson (* 21. September 1941 in Finström) ist ein Politiker des Åländischen Zentrums C, der unter anderem zwischen 1979 und 1983 stellvertretender Lantråd und von 1991 bis 1995 Lantråd von Åland war. Er fungierte ferner zwischen 1995 und 1999 und erneut von 2000 bis 2001 als Präsident der Lagting, des Parlaments von Åland.

## Leben
Knut Ragnar Erlandsson absolvierte nach dem Schulbesuch ein Lehramtsstudium als Grundschullehrer, welches er 1966 beendete. Er war danach zwischen 1967 und 1971 Rektor der Zentralgrundschule in Finström 1967–71 sowie von 1972 bis 1995 Schulsekretär für den Oberschulbezirk Nord-Åland (Norra Åland), der die Gemeinden Finström, Geta, Saltvik, Sund und Vårdö umfasst. Er war Initiator des 1976 gegründeten Åländische Zentrum C (Åländsk Center), das seitdem das politische Leben der Landschaft dominiert und eine Politik verfolgt, die sich stark auf eine möglichst große Ausweitung der Autonomie Ålands im nationalen Rahmen Finnlands konzentriert.
1976 wurde er Mitglied der Landschaftsregierung im Kabinett des Lantråd von Åland Alarik Häggblom und war zwischen 1979 und 1983 Vice Lantråd im darauf folgenden Kabinett von Lantråd Folke Woivalin und wurde für das Åländische Zentrum C bei der Parlamentswahl 1987 erstmals zum Mitglied der Lagting, des Parlaments von Åland, gewählt und gehörte dieser nach seinen Wiederwahlen 1991, 1995 und 1999 vom 1. November 1987 bis zum 31. Oktober 2003 an. Zu Beginn seiner Parlamentszugehörigkeit fungierte er zwischen dem 1. November 1987 und dem 20. April 1988 als Vorsitzender des Ausschusses für Recht und Wirtschaft (Lag- och ekonomiutskottet) und gehörte als solcher der Vorsitzendenkonferenz (Talmanskonferensen) als Mitglied an. Am 20. April 1988 wurde er in das Kabinett Sune Eriksson berufen und bekleidete in diesem bis zum 27. November 1991 den Posten als Minister für Kanzleiangelegenheiten.
Nach der Wahl am 20. Oktober 1991 wurde Erlandsson als Nachfolger von Sune Eriksson selbst Lantråd von Åland und bildete daraufhin das Kabinett Erlandsson, welches bis zum 24. November 1995 im Amt blieb und daraufhin vom Kabinett Jansson abgelöst wurde.
Im Anschluss wurde Ragnar Erlandsson am 27. November 1995 als Nachfolger von Roger Jansson erstmals Parlamentspräsident (Talman, Ålands Lagting) und behielt diese Funktion bis zum 31. Oktober 2001, woraufhin Sune Eriksson ihn ablöste. Als Parlamentspräsident fungierte er zwischen dem 27. November 1995 und dem 31. Oktober 1999 zugleich in Personalunion als Vorsitzender der Vorsitzendenkonferenz, als Vorsitzender der Kanzleikommission (Kanslikommissionen) sowie als Vorsitzender des Ausschusses für Selbstverwaltungspolitik (Självstyrelsepolitiska nämnden). Daraufhin war er vom 1. November 1999 bis zum 31. Oktober 2003 Vorsitzender der åländischen Delegation im Nordischen Rat und zugleich zwischen dem 1. November 1999 und dem 31. Oktober Erster Vizepräsident der Lagting. Als Erster stellvertretender Parlamentspräsident war er zeitgleich zwischen dem 1. November 1999 und dem 31. Oktober 2000 Mitglied der Vorsitzendenkonferenz, Mitglied der Kanzleikommission sowie Mitglied des Ausschusses für Selbstverwaltungspolitik.
Als Nachfolger von Sune Eriksson übernahm Erlandsson am 1. November 2000 noch einmal das Amt des Parlamentspräsidenten und hatte dieses bis zum 31. Oktober 2001 inne, woraufhin Viveka Eriksson neue Parlamentspräsidentin wurde. Zuletzt gehörte er zwischen dem 16. Oktober 2002 und dem 31. Oktober 2003 dem Hauptausschuss (Stora utskottet) als Mitglied an.